# Celso Sisto
Celso Sisto (Rio de Janeiro, 16 de junho de 1961 — 4 de outubro de 2024) foi um escritor brasileiro, ilustrador contador de histórias do grupo Morandubetá (RJ), ator, arte-educador, crítico de literatura infantil e juvenil, especialista em literatura infantil e juvenil, pela Universidade Federal do Rio de Janeiro (UFRJ), Mestre em Literatura Brasileira pela Universidade Federal de Santa Catarina (UFSC), Doutorando em Teoria da Literatura pela Pontifícia Universidade Católica do Rio Grande do Sul (PUC-RS) e responsável pela formação de inúmeros grupos de contadores de histórias espalhados pelo país. Tem 34 livros publicados para crianças e jovens e já recebeu vários prêmios pela qualidade de sua obra, dentre eles o prêmio de autor revelação (FNLIJ, 1994) e ilustrador revelação (FNLIJ, 1999).

## Obra

### Livros Infantis
Narrativas
- 1994 - Ver-de-ver-meu-pai, com ilustrações de Roger Mello. Editora Nova Fronteira.
- 1995 - Assim é fogo!, com ilustrações de Ivan Zigg. Editora Nova Fronteira.
- 1995 - Beijo de sol, com ilustrações de Marilda Castanha. Editora Ediouro.
- 1996 - Mas eu não sou lobisomem!, com ilustrações de Denise Rochael. Editora Lê.
- 1997 - O dono da voz, com ilustrações de Mariana Massarani. Editora Dimensão.
- 1997 - O encantador de serpentes, com ilustrações de Nelson Cruz. Editora Dimensão.
- 1997 - Porque na casa não tinha chão?, com ilustrações de Lula. Editora Dimensão.
- 1997 - O pequeno cantador, com ilustrações de Roger Mello. Editora Dimensão.
- 1997 - Quase que nem em flor, com ilustrações de Graça Lima. Editora Dimensão.
- 1998 - Anjo de papel, com ilustrações de Graça Lima. Editora Módulo.
- 1999 - Francisco Gabiroba Tabajara Tupã, com ilustrações do autor. Editora EDC
- 2000 - A noiva do diabo, com ilustrações do autor. Editora Grifos.
- 2000 - Vó que faz poema, com ilustrações do autor. Editora Santa Clara.
- 2005 - Ora, Pitombas!, com ilustrações do autor. Editora WS.
- 2005 - Eles que não se amavam!, com ilustrações de André Neves.Editora Nova Fronteira.
- 2006 - Angelina, com ilustrações do autor. Editora Larousse do Brasil.
- 2006 - Ururau, praga e pica-pau, com ilustrações de Graça Lima. Editora Scipione
- 2007 - Lebre que é lebre não mia, com ilustrações do autor. Editora Larousse.
- 2007 - Mundaréu, com ilustrações de Rosinha Campos. Editora Paulus.
- 2007 - Mãe África: mitos, lendas, fábulas e contos, com ilustrações do autor. Editora Paulus.
- 2007 - Histórias das terras daqui e de lá: humor, com ilustrações de Andréia Resende. Editora Zeus.
- 2008 - Cruz-credo!, com ilustrações do autor. Editora Larousse
- 2012 - O Acaçá de cada um, com ilustrações de Andrea Ebert – Editora Record.

Poesia
- 2005 - Emburrado!, com ilustrações de Suppa. Editora Paulus

Livro de imagem
- 2007 - Cavaleiro andante, com ilustrações do autor. Editora Paulus

### Livros juvenis
Narrativas
- 1997 - Enquanto eles dormem, com ilustrações de Graça Lima. Editora Dimensão.
- 2005 - O cocô do cavalo do bandido, com ilustrações de André Neves. Editora WS.

Poesia
- 1998 - Amor meu grande amor, com ilustrações de Marcelo Martins e Teresa Cristina Amiran. Editora Módulo.

### Livros para adultos
Ensaios
- 2001 - Textos e pretextos sobre a arte de contar histórias,  Argos
- 2005 - Textos e pretextos sobre a arte de contar histórias (2ª edição), Positivo.
- 2005 - O que é qualidade em literatura infantil e juvenil: com a palavra o escritor (vários autores). Editora DCL.

### Publicação virtual
Ensaios
- 2008 - Em que terra estão pelados os meninos quando o herói está desnudo?! – Revista Letrônica, revista on line do programa de Pós-Graduação em Letras da PUCRS.

### Crítica Literária
- Na boca do dragão vermelho - Site Artistas Gaúchos, Porto Alegre (RS), 2008.[2]
- Santa Loucura!- Site Artistas Gaúchos, Porto Alegre (RS), 2008.[3]
- Plim! A mágica da palavreta!
  - Site Artistas Gaúchos, Porto Alegre (RS), 2008.[4]
  - Portal Cultura Infância, São Paulo (SP), 2008 - Coluna Com a boca cheia de livros.[5]
- Cantares para acordar a poesia.
  - Site Artistas Gaúchos, Porto Alegre (RS) 2008.[6]
  - Portal Cultura Infância, São Paulo (SP), 2008 - Coluna Com a boca cheia de livros.[7]
- Hoje tem marmelada? Hoje tem Goiabada?
  - Site Artistas Gaúchos, Porto Alegre (RS) 2008.[8]
  - Portal Cultura Infância, São Paulo (SP), 2008 - Coluna Com a boca cheia de livros.[9]

## Eventos
- Em 2009 Celso Sisto foi o homenageado do ano no Chá Literário, evento realizado todos os anos na cidade de Morro Reuter pouco antes da Feira do Livro da cidade. Ainda neste evento alunos da EJA adaptaram em vídeos algumas das obras do escritor a fim de transmitir o enredo, além disso Celso Sisto emocionou-se com a apresentação final de um vídeo produzido por Elivelton Ronie da Silva, que juntou algumas imagens do filme Pacto Maldito com a história da obra Eles que não se amavam!. O video foi aplaudido pelo fato das histórias serem ambas idênticas com finais diferentes transmitindo a mensagem tema da obra do escritor, o Amor! O vídeo foi postado no youtube e pode ser assistido se pesquisado pelo título da obra.
- Em 2009 Celso Sisto participou do FLIP (Festa Literária Internacional de Paraty